# Feeney Peak
Il Feeney Peak (in lingua inglese: Picco Feeney), è un picco montuoso antartico, alto 1.210 m, situato nella parte centrale dei Medina Peaks, circa 13 km a nord del Patterson Peak, sul fianco orientale del Ghiacciaio Goodale, nei Monti della Regina Maud, in Antartide.
Il picco è stato mappato dall'United States Geological Survey (USGS) sulla base di rilevazioni e foto aeree scattate dalla U.S. Navy nel periodo 1960-64. 
La denominazione è stata assegnata dall'Advisory Committee on Antarctic Names (US-ACAN), assieme a quella del Feeney Col, in onore di Robert E. Feeney (1913-2006), biologo presso la Stazione McMurdo in diverse campagne estive dal 1964–65 al 1968–69.